# Lee Sang-gyun
Lee Sang-gyun (kor. 이상균; ur. w 1931) – południowokoreański zapaśnik walczący w stylu wolnym. Olimpijczyk z Melbourne 1956, gdzie zajął czwarte miejsce w kategorii do 57 kg.

## Letnie Igrzyska Olimpijskie 1956
| Konkurencja      | Rundy eliminacyjne    | Rundy eliminacyjne | Rundy eliminacyjne | Rundy eliminacyjne    | Rundy eliminacyjne       | Klas. końcowa |
| Konkurencja      | Przeciwnik I          | Przeciwnik II      | Przeciwnik III     | Przeciwnik IV         | Przeciwnik V             | Miejsce       |
| ---------------- | --------------------- | ------------------ | ------------------ | --------------------- | ------------------------ | ------------- |
| 57 kg styl wolny | Ernesto Ramel (PHI) Z | Din Zahur (PAK) Z  | wolny los Z        | Minoru Iizuka (JPN) P | Mohamed Yaghoubi (IRI) P | 4.            |